# Vykhino (métro de Moscou)
Vykhino (en russe : Вы́хино et en anglais : Vykhino) est une station de la ligne Tagansko-Krasnopresnenskaïa (ligne 7 mauve) du métro de Moscou, située sur le territoire du raïon Vykhino-Joulebino dans le district administratif sud-est de Moscou.

## Situation sur le réseau
Établie en surface, la station Vykhino est située au point 150+76 de la ligne Tagansko-Krasnopresnenskaïa (ligne 7 mauve), entre les stations Riazanski prospekt (en direction de Planernaïa) et Kouzminki (en direction de Lermontovski prospekt).
Avant le prolongement de la ligne vers Joulebino en 2013 et Kotelniki en 2015, c'était la station terminale la plus fréquentée du métro de Moscou. La station a alors donné son nom à "l'effet Vykhino" qui est la situation dans laquelle les rames de métro sont complètement remplies au terminus, à tel point que les passagers des stations suivantes ne peuvent pas monter dans les rames aux stations suivantes. En décembre 2016, elle était encore la station la plus fréquentée de la ligne 7 du métro de Moscou avec en moyenne 151 500 personnes par jour.